# Райнер, Арнульф

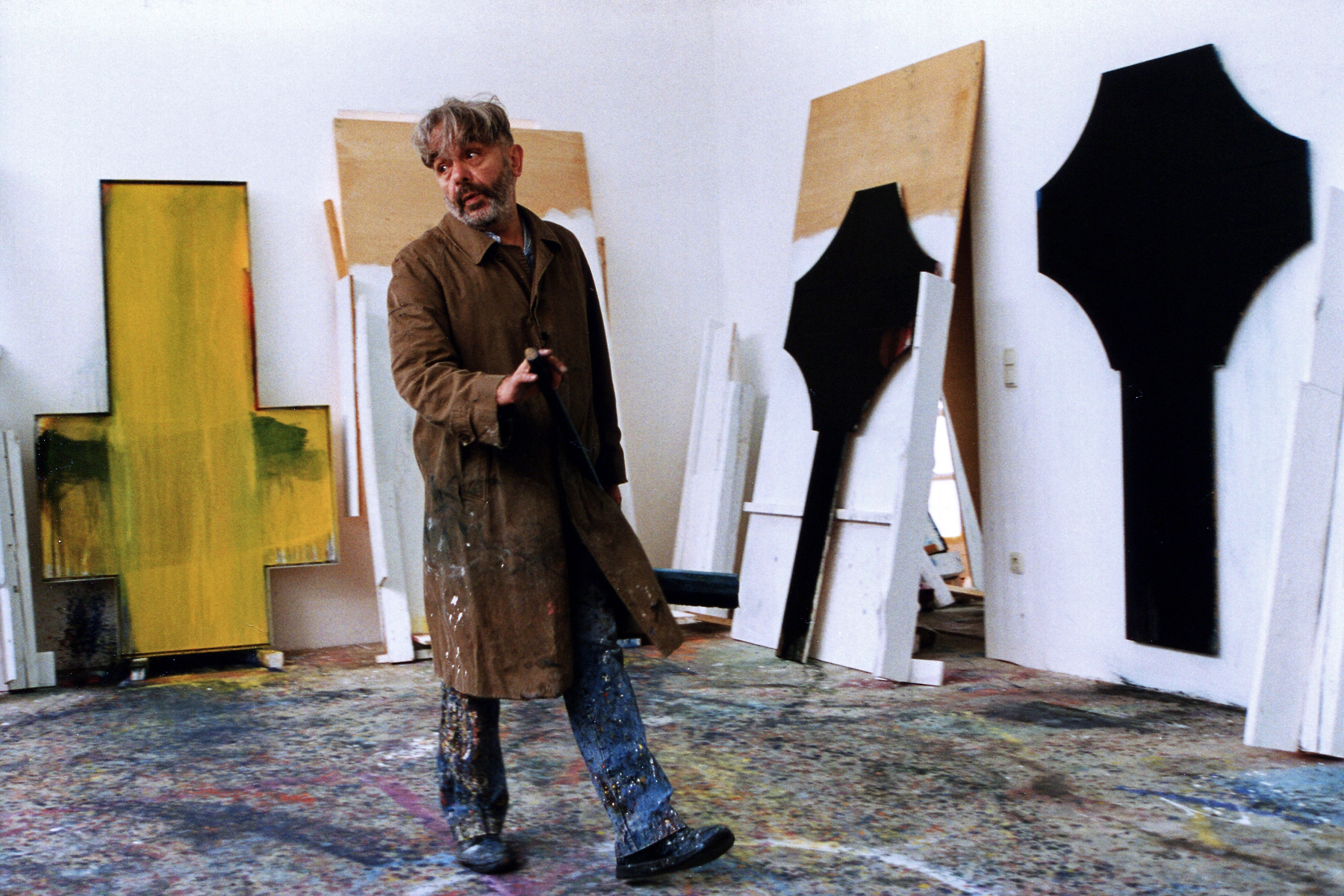
Райнер в фильме Гербергта Брёдля Arnulf Rainer — Sternsucher, 1994

Арнульф Райнер (нем. Arnulf Rainer; род. 8 декабря 1929 года, Баден, Австрия) ― австрийский художник, автор картин в жанре неформального абстрактного искусства.

## Биография
Арнульф Райнер родился в городе Баден, Нижняя Австрия. В годы своего раннего творчества находился под влиянием художников-сюрреалистов. В 1947 году он впервые познакомился с работами современного искусства на выставке Британского Совета в Клагенфурте (там были представлены картины таких художников, как Пол Нэш, Фрэнсис Бэкон, Стэнли Спенсер и Генри Мур). По настоянию родителей он с 1947 года поступил на учёбу в Федеральное училище торговли в Филлахе по специальности строитель, и окончил его в 1949 году.
В 1950 году Райнер основал творческое объединение «Hundsgruppe» («Собачья группа»), в которую вошли такие австрийские художники, как Эрнст Фукс, Арик Брауэр и Йозеф Микл. Примерно после 1954 года стиль Райнера эволюционировал в сторону «разрушения форм»: в этих уже более поздних работах начала преобладать чернения, перекраски и закрашивание иллюстраций и фотографий. Райнер стал близок к Венскому акционизму ― течению, демонстрировавшему боди-арт и произведения живописи, созданные под воздействием наркотических средств. Художник написал множество картин на тему Хиросимы и в частности о ядерной бомбардировке города и её политических и биологических последствиях.
В 1978 году Арнульф Райнер был удостоен престижной Австрийской государственной премии. В том же году, а также в 1980 году, он был представителем на Венецианской биеннале от Австрии. С 1981 по 1995 год Райнер занимал должность профессора в Академии изобразительных искусств в Вене. Примечательно, что сам он однажды поступил в эту академию, но проучился в ней только три дня и решил покинуть её, сочтя, что она не даст ему достаточно позитивного опыта.
Работы Арнульфа Райнера ныне представлены в Нью-Йоркском музее современного искусства и в музее Соломона Р. Гуггенхайма в Нью-Йорке. Наивысшем признанием его работ стало открытие Музея Арнульфа Райнера в Нью-Йорке в 1993 году. Его работы также демонстрируются в палаццо Европейского культурного центра в Венеции во время проведения биеннале начиная с 2011 года. В 2011 году художник опубликовал работу «Незаконченный до смерти», посвящённую своему видению искусства.
Райнер также был членом немецкого художественного объединения Лорд Джим Лодж.